# Banner Johnstone
Banner Carruthers Johnstone (ur. 11 listopada 1882 w Bebington, zm. 20 czerwca 1964 w Bournemouth) – brytyjski oficer i wioślarz, złoty medalista olimpijski.
Kształcił się w Eton College i Kolegium Trójcy Świętej University of Cambridge. Czterokrotnie brał udział w The Boat Race: w latach 1904, 1906 i 1907 odnosił zwycięstwa, a w 1905 porażkę.
Wystąpił na igrzyskach olimpijskich w Londynie w 1908 roku, gdzie brytyjska osada w składzie: Albert Gladstone, Frederick Kelly, Banner Johnstone, Guy Nickalls, Charles Burnell, Ronald Sanderson, Raymond Etherington-Smith, Henry Bucknall i Gilchrist Maclagan zdobyła złoty medal. Był to jego jedyny start olimpijski.
Brał udział w I wojnie światowej, początkowo służył w Afryce Wschodniej, następnie walczył w Belgii i Francji jako porucznik Black Watch. Odznaczony Medalem Wojennym Brytyjskim i Medalem Zwycięstwa. Otrzymał także Order Imperium Brytyjskiego.